# Grande Fratello (decima edizione)
La decima edizione del reality show Grande Fratello è andata in onda in diretta in prima serata su Canale 5 dal 26 ottobre 2009 all'8 marzo 2010. È durata 134 giorni, ed è stata condotta per la quinta volta consecutiva da Alessia Marcuzzi, affiancata per la terza volta consecutiva dall'opinionista Alfonso Signorini.
Per festeggiare il decennale del reality, Mediaset ha deciso di anticipare per la prima volta di qualche mese la messa in onda del programma e di prolungarlo di alcune settimane: infatti, la durata è stata di 134 giorni. Inoltre, per l'occasione, la grafica del logo ufficiale del programma è stata aggiornata, con colori più accesi e formato 16:9, con i tratti agli angoli che delimitano il rettangolo interno a somiglianza del mirino di una telecamera.
Per la prima volta in Italia, i concorrenti hanno trascorso le festività del Natale e del Capodanno all'interno della casa. Il programma ha coperto così entrambe le parti della stagione televisiva dell'emittente: quella autunnale e parte di quella primaverile. La finale si è svolta appunto l'8 marzo 2010. Il programma andò in onda ogni lunedì in prima serata. Venne annunciato uno speciale per la vigilia di Natale, ma si decise di non realizzarlo. Due puntate speciali andarono invece in onda giovedì 31 dicembre 2009 dalle 21:10 alle 22:30 e dalle 23:35 all'1:00, intervallate da una puntata di Zelig Off: consistettero in due semplici collegamenti in diretta con la casa, a cui venne affidato il conto alla rovescia in attesa dell'anno nuovo della rete ammiraglia Mediaset. Il capodanno col Grande Fratello verrà riproposto soltanto undici anni dopo, in forma differente, durante la quinta edizione del Grande Fratello VIP.
Come ogni anno, la casa fu radicalmente modificata. L'abitazione infatti era orientata verso il Sole e godeva di luce naturale in ogni ambiente e tutte le stanze erano collegate tra loro. Nel giardino erano presenti anche alberi e prati, mentre gran parte delle pareti erano di cristallo. Ogni camera era fornita di schermi visibili e nascosti, utili per i collegamenti con Alessia Marcuzzi durante le dirette; è stata ripristinata l'arena (presente come tale nella sesta e nona edizione, come discarica nella settima e come camping nell'ottava edizione) che in questa edizione è diventata una sorta di parco giochi con porte da calcetto, erba sintetica e attrezzatura per grigliate, tuttavia questo luogo della casa è stato poco utilizzato (se non per la sorpresa di Carmela da parte di George per chiederle di sposarla, per un chiarimento con Massimo e Veronica, per una prova e l'ultima puntata per delle sorprese a Maicol e Cristina).
Il momento dell'eliminazione quest'anno era ancora più freddo e sbrigativo rispetto agli ultimi anni e non veniva mostrato il momento dell'uscita del concorrente dalla casa. È stato ripristinato il tugurio (che quest'anno era una sorta di sgabuzzino dove erano custoditi oggetti che rimandavano a diverse edizioni del programma) ed è stata introdotta la stanza delle scelte, dove i concorrenti erano chiamati a prendere delle decisioni.
Maicol Berti è stato il primo concorrente dichiaratamente gay nella storia del Grande Fratello.
I casting per selezionare i nuovi inquilini della casa si sono svolti da domenica 4 maggio 2009 fino agli inizi di ottobre, mentre il montepremi per il concorrente vincitore è stato di 250 000 €.
La diretta 24 ore su 24 non è stata trasmessa da Sky Italia come le precedenti edizioni, ma esclusivamente su Mediaset Premium con l'offerta Premium Reality. Inoltre, ogni giorno è stato possibile seguire la striscia quotidiana su Canale 5, dal lunedì al sabato all'interno del talk show pomeridiano Pomeriggio Cinque e all'interno del contenitore pomeridiano domenicale Domenica Cinque, trasmissioni entrambe condotte dalla sola conduttrice Barbara D'Urso.
Il 14 marzo 2010 è andata in onda una puntata riepilogativa con tutti i protagonisti di questa edizione soprannominata Grande Fratello - La nostra avventura, che è stata registrata mercoledì 10 marzo 2010.
L'edizione è stata vinta da Mauro Marin, che si è aggiudicato il montepremi di 250 000 euro in gettoni d'oro.
In seguito ad una segnalazione fatta da Marin pervenuta in data 21 gennaio 2011, l'Autorità Garante della Concorrenza e del Mercato risponde con una lettera pubblicata il 27 aprile 2024 nella sua pagina ufficiale di Facebook nella quale la condotta del professionista appare conforme alle norme vigenti.

## GF City
Nei mesi di giugno, luglio e settembre si è svolto il GF City: un evento itinerante che ha portato il Grande Fratello e la Televisione, con i loro protagonisti più noti, ad incontrare il pubblico.
Il tutto è stato ambientato in una location costruita come una sorta di città: con piazze, strade, negozi e case, i visitatori di questo GF City si sono trovati coinvolti in incontri ravvicinati con i protagonisti delle precedenti edizioni del Grande Fratello.

## Scambio di concorrenti
Il 17 dicembre 2009, i concorrenti del Gran Hermano, la versione spagnola del Grande Fratello, ricevettero dalla conduttrice Mercedes Milá la notizia di uno scambio di concorrenti con un altro Grande Fratello del mondo. Il 21 dicembre 2009, nel programma televisivo spagnolo Gran Hermano: el debate, fu confermato che lo scambio sarebbe avvenuto con i concorrenti dell'edizione italiana del Grande Fratello. Ci fu quindi, dopo l'esperienza dell'anno precedente, (quando le concorrenti Doroti Polito e Leonia Coccia parteciparono al Grande Fratello iberico, prima di approdare a quello italiano) un nuovo cross over fra la versione spagnola e la versione italiana del reality, che sono trasmesse dalle 2 reti Mediaset "cugine" Telecinco e Canale 5. I concorrenti italiani che presero parte a questo "scambio" furono la catanese Carmela e il barese Massimo. I due abbandonarono la casa del Grande Fratello italiano il 2 gennaio 2010 ed entrarono a far parte del Gran Hermano il giorno dopo. I concorrenti spagnoli che presero il posto di Carmela e Massimo in Italia, furono annunciati il 3 gennaio 2010, e furono Gerardo Prager e Saray Pereira che entrarono nella casa italiana il 4 gennaio 2010. Lo scambio si concluse il 10 gennaio 2010, quando sia Carmela e Massimo che Gerardo e Saray, si misero in viaggio per ritornare nelle rispettive case. L'ingresso di Carmela e Massimo nella casa italiana avvenne nella diretta di lunedì 11 gennaio 2010.

## Concorrenti
L'età dei concorrenti si riferisce al momento dell'ingresso nella casa.
| Concorrente                   | Età     | Professione            | Luogo di nascita    | Stato                |
| ----------------------------- | ------- | ---------------------- | ------------------- | -------------------- |
| Mauro Marin                   | 29 anni | Salumiere              | Castelfranco Veneto | Vincitore            |
| Giorgio Ronchini              | 26 anni | Rappresentante         | Venezia             | Secondo classificato |
| Cristina Pignataro            | 26 anni | Insegnante             | Milano              | Terza classificata   |
| Alberto Baiocco               | 26 anni | Albergatore            | Vasto               | Quarto classificato  |
| Mara Adriani                  | 22 anni | Impiegata              | Roma                | Eliminata            |
| Maicol Berti                  | 22 anni | Disoccupato            | Ostellato           | Eliminato            |
| Carmen Andolina               | 20 anni | Cameriera              | Bagheria            | Eliminata            |
| Veronica Ciardi               | 24 anni | Cubista ed educatrice  | Roma                | Eliminata            |
| Carmela Gualtieri             | 32 anni | Impiegata              | Aci Trezza          | Eliminata            |
| Gianluca Bedin                | 36 anni | Fashion woman designer | Terracina           | Ritirato             |
| Alessia Giovagnoli            | 25 anni | Studentessa            | Gualdo Tadino       | Eliminata            |
| Nicola Pappalepore de Nicolai | 25 anni | Imprenditore           | Noci                | Eliminato            |
| Massimo Scattarella           | 34 anni | Bodyguard              | Bari                | Espulso              |
| Sarah Nile                    | 24 anni | Modella                | Napoli              | Eliminata            |
| Daniele Santoianni            | 28 anni | Imprenditore           | Termoli             | Eliminato            |
| George Leonard                | 27 anni | Personal trainer       | Terni               | Eliminato            |
| Marco Mosca                   | 18 anni | Parrucchiere           | Lanzo Torinese      | Eliminato            |
| Dominique La Rosa             | 25 anni | Assistente odontoiatra | Bolzano             | Eliminata            |
| Tullio Tomasino               | 23 anni | Rappresentante di moda | Trecastagni         | Eliminato            |
| Mattia Mor                    | 28 anni | Imprenditore           | Genova              | Eliminato            |
| Diletta Franceschetti         | 29 anni | Studentessa            | Roma                | Eliminata            |
| Gabriele Dario Belli          | 38 anni | Magazziniere           | Roma                | Eliminato            |
| Camila Sant'Ana               | 24 anni | Fotomodella            | Sorocaba            | Eliminata            |
| Davide Vallicelli             | 29 anni | Steward                | Codigoro            | Eliminato            |
| Sabrina Passante              | 21 anni | Studentessa            | Brindisi            | Eliminata            |
| Daniela Caneo                 | 32 anni | Imprenditrice          | Alghero             | Eliminata            |

## Tabella delle nomination
|             | Settimana 2               | Settimana 3               | Settimana 3                       | Settimana 4              | Settimana 5                | Settimana 6                  | Settimana 7                  | Settimana 8              | Settimana 9                     | Settimana 10            | Settimana 11                  | Settimana 12              | Settimana 13            | Settimana 14             | Settimana 15              | Settimana 16                                         | Settimana 17               | Settimana 17             | Settimana 18                  | Settimana 18                             | Ultima settimana                  | Ultima settimana                  | Numero totale di nomination |
| ----------- | ------------------------- | ------------------------- | --------------------------------- | ------------------------ | -------------------------- | ---------------------------- | ---------------------------- | ------------------------ | ------------------------------- | ----------------------- | ----------------------------- | ------------------------- | ----------------------- | ------------------------ | ------------------------- | ---------------------------------------------------- | -------------------------- | ------------------------ | ----------------------------- | ---------------------------------------- | --------------------------------- | --------------------------------- | --------------------------- |
| Mauro       | Immune                    | Mara Sabrina              | Giorgio                           | Immune                   | Maicol Massimo             | Mara Marco                   | Mara Mattia                  | Carmen Marco             | Dominique Giorgio               | Carmen Marco            | Carmen George                 | Immune                    | Carmela Sarah           | Alessia per salvare      | Carmela Mara              | Carmela Mara                                         | Carmen Maicol              | Carmen                   | Maicol Mara                   | Cristina per salvare                     | Vincitore (Giorno 134)            | Vincitore (Giorno 134)            | 35                          |
| Giorgio     | Daniela Mara              | Cristina Sabrina          | Nominato                          | Camila Mara              | Marco Mauro                | Diletta Mara                 | Daniele Mara                 | Mara Marco               | Dominique Sarah                 | Daniele Marco           | George Sarah                  | Alessia Nicola            | Sarah Veronica          | Immune                   | Alessia Veronica          | Gianluca Mauro                                       | Mauro Veronica             | Cristina                 | Cristina Mauro                | Alberto per salvare                      | Secondo classificato (Giorno 134) | Secondo classificato (Giorno 134) | 24                          |
| Cristina    | Daniela Diletta           | Davide Giorgio            | Davide                            | Camila Tullio            | George Massimo             | Diletta Tullio               | Mara Mattia                  | Marco Tullio             | Daniele Dominique               | Daniele Marco           | Daniele George                | Alessia Daniele           | Alessia Mauro           | Nominata                 | Gianluca Mauro            | Gianluca Mauro                                       | Mauro Veronica             | Mauro                    | Alberto Mauro                 | Mara per salvare                         | Terza classificata (Giorno 134)   | Terza classificata (Giorno 134)   | 33                          |
| Alberto     | Carmela Daniela           | Immune                    | Giorgio                           | Immune                   | Gabriele Mauro             | Diletta Giorgio              | Carmen Mattia                | Carmen Tullio            | Dominique Sarah                 | Carmen Daniele          | Daniele Sarah                 | Alessia Daniele           | Alessia Sarah           | Mara per salvare         | Alessia Gianluca          | Gianluca Veronica                                    | Mauro Veronica             | Carmen                   | Cristina Maicol               | Giorgio per salvare                      | Quarto classificato (Giorno 134)  | Quarto classificato (Giorno 134)  | 4                           |
| Mara        | Daniela Tullio            | Giorgio Sabrina           | Giorgio                           | Giorgio Tullio           | Gabriele Mauro             | Giorgio Tullio               | Carmen Mattia                | Giorgio Tullio           | Dominique Sarah                 | Daniele Giorgio         | Daniele Sarah                 | Daniele Sarah             | Sarah Veronica          | Nominata                 | Alessia Mauro             | Gianluca Mauro                                       | Mauro Veronica             | Mauro                    | Giorgio Mauro                 | Alberto per salvare                      | Eliminata (Giorno 127)            | Eliminata (Giorno 127)            | 34                          |
| Maicol      | Immune                    | Immune                    | Davide                            | Immune                   | Gabriele Mauro             | Diletta Marco                | Daniele Mara                 | Marco Tullio             | Daniele Dominique               | Daniele Marco           | Daniele George                | Alessia Daniele           | Alessia Sarah           | Cristina per salvare     | Alessia Mauro             | Gianluca Mauro                                       | Mauro Veronica             | Mara                     | Alberto Mauro                 | Eliminato (Giorno 127)                   | Eliminato (Giorno 127)            | Eliminato (Giorno 127)            | 6                           |
| Carmen      | Carmela Daniela           | Davide Mara               | Davide                            | Tullio Veronica          | Alberto George             | Diletta Tullio               | Mara Tullio                  | Mara Tullio              | Dominique Sarah                 | Daniele Marco           | George Sarah                  | Alberto Alessia           | Alessia Mauro           | Nominata                 | Alessia Mauro             | Gianluca Mauro                                       | Mara Mauro                 | Mauro                    | Eliminata (Giorno 120)        | Eliminata (Giorno 120)                   | Eliminata (Giorno 120)            | Eliminata (Giorno 120)            | 18                          |
| Veronica    | Immune                    | Giorgio Mara              | Davide                            | Mara Tullio              | Gabriele Tullio            | Mara Tullio                  | Daniele Mara                 | Mara Marco               | Cristina Giorgio                | Giorgio Marco           | Cristina George               | Mara Massimo              | Mara Nicola             | Immune                   | Carmela Mauro             | Gianluca Mauro                                       | Mara Mauro                 | Eliminata (Giorno 120)   | Eliminata (Giorno 120)        | Eliminata (Giorno 120)                   | Eliminata (Giorno 120)            | Eliminata (Giorno 120)            | 18                          |
| Carmela     | Daniela Tullio            | Immune                    | Davide                            | Camila Tullio            | Gabriele Mauro             | Giorgio Tullio               | Carmen Tullio                | Carmen Tullio            | Daniele Sarah                   | Daniele Giorgio         | In Spagna                     | Daniele Sarah             | Sarah Veronica          | Immune                   | Mauro Veronica            | Gianluca Mauro                                       | Eliminata (Giorno 113)     | Eliminata (Giorno 113)   | Eliminata (Giorno 113)        | Eliminata (Giorno 113)                   | Eliminata (Giorno 113)            | Eliminata (Giorno 113)            | 10                          |
| Gianluca    | Non in casa               | Non in casa               | Non in casa                       | Non in casa              | Non in casa                | Non in casa                  | Non in casa                  | Non in casa              | Non in casa                     | Non in casa             | Non in casa                   | Non in casa               | Immune                  | Nominato                 | Alessia Carmen            | Carmen Cristina                                      | Ritirato (Giorno 113)      | Ritirato (Giorno 113)    | Ritirato (Giorno 113)         | Ritirato (Giorno 113)                    | Ritirato (Giorno 113)             | Ritirato (Giorno 113)             | 10                          |
| Alessia     | Non in casa               | Non in casa               | Non in casa                       | Non in casa              | Non in casa                | Non in casa                  | Non in casa                  | Non in casa              | Non in casa                     | Immune                  | Immune                        | Carmen Maicol             | Maicol Nicola           | Nominata                 | Carmen Mara               | Eliminata (Giorno 106)                               | Eliminata (Giorno 106)     | Eliminata (Giorno 106)   | Eliminata (Giorno 106)        | Eliminata (Giorno 106)                   | Eliminata (Giorno 106)            | Eliminata (Giorno 106)            | 17                          |
| Nicola      | Non in casa               | Non in casa               | Non in casa                       | Non in casa              | Non in casa                | Non in casa                  | Non in casa                  | Non in casa              | Non in casa                     | Immune                  | Immune                        | Alessia Daniele           | Sarah Veronica          | Nominato                 | Eliminato (Giorno 99)     | Eliminato (Giorno 99)                                | Eliminato (Giorno 99)      | Eliminato (Giorno 99)    | Eliminato (Giorno 99)         | Eliminato (Giorno 99)                    | Eliminato (Giorno 99)             | Eliminato (Giorno 99)             | 4                           |
| Massimo     | Daniela Diletta           | Cristina Sabrina          | Davide                            | Camila Cristina          | Gabriele Mauro             | Diletta Marco                | Cristina Mattia              | Cristina Marco           | Dominique Sarah                 | Cristina Daniele        | In Spagna                     | Daniele Veronica          | Sarah Veronica          | Espulso (Giorno 92)      | Espulso (Giorno 92)       | Espulso (Giorno 92)                                  | Espulso (Giorno 92)        | Espulso (Giorno 92)      | Espulso (Giorno 92)           | Espulso (Giorno 92)                      | Espulso (Giorno 92)               | Espulso (Giorno 92)               | 6                           |
| Sarah       | Non in casa               | Non in casa               | Non in casa                       | Non in casa              | Non in casa                | Non in casa                  | Immune                       | Immune                   | Dominique Giorgio               | Giorgio Marco           | Cristina George               | Carmela Nicola            | Carmela Mara            | Eliminata (Giorno 92)    | Eliminata (Giorno 92)     | Eliminata (Giorno 92)                                | Eliminata (Giorno 92)      | Eliminata (Giorno 92)    | Eliminata (Giorno 92)         | Eliminata (Giorno 92)                    | Eliminata (Giorno 92)             | Eliminata (Giorno 92)             | 23                          |
| Daniele     | Non in casa               | Non in casa               | Non in casa                       | Non in casa              | Immune                     | Immune                       | Cristina Mattia              | Immune                   | Cristina Dominique              | Cristina Marco          | Carmen Cristina               | Alessia Massimo           | Eliminato (Giorno 85)   | Eliminato (Giorno 85)    | Eliminato (Giorno 85)     | Eliminato (Giorno 85)                                | Eliminato (Giorno 85)      | Eliminato (Giorno 85)    | Eliminato (Giorno 85)         | Eliminato (Giorno 85)                    | Eliminato (Giorno 85)             | Eliminato (Giorno 85)             | 21                          |
| George      | Daniela Diletta           | Cristina Sabrina          | Davide                            | Cristina Veronica        | Gabriele Mauro             | Diletta Tullio               | Carmen Mattia                | Carmen Giorgio           | Giorgio Sarah                   | Carmen Cristina         | Cristina Sarah                | Eliminato (Giorno 78)     | Eliminato (Giorno 78)   | Eliminato (Giorno 78)    | Eliminato (Giorno 78)     | Eliminato (Giorno 78)                                | Eliminato (Giorno 78)      | Eliminato (Giorno 78)    | Eliminato (Giorno 78)         | Eliminato (Giorno 78)                    | Eliminato (Giorno 78)             | Eliminato (Giorno 78)             | 10                          |
| Marco       | Daniela Diletta           | Camila Sabrina            | Davide                            | Camila Tullio            | Gabriele Mauro             | Giorgio Tullio               | Cristina Tullio              | Giorgio Tullio           | Giorgio Sarah                   | Cristina Giorgio        | Eliminato (Giorno 71)         | Eliminato (Giorno 71)     | Eliminato (Giorno 71)   | Eliminato (Giorno 71)    | Eliminato (Giorno 71)     | Eliminato (Giorno 71)                                | Eliminato (Giorno 71)      | Eliminato (Giorno 71)    | Eliminato (Giorno 71)         | Eliminato (Giorno 71)                    | Eliminato (Giorno 71)             | Eliminato (Giorno 71)             | 22                          |
| Dominique   | Non in casa               | Non in casa               | Non in casa                       | Non in casa              | Non in casa                | Non in casa                  | Immune                       | Immune                   | Daniele Giorgio                 | Eliminata (Giorno 64)   | Eliminata (Giorno 64)         | Eliminata (Giorno 64)     | Eliminata (Giorno 64)   | Eliminata (Giorno 64)    | Eliminata (Giorno 64)     | Eliminata (Giorno 64)                                | Eliminata (Giorno 64)      | Eliminata (Giorno 64)    | Eliminata (Giorno 64)         | Eliminata (Giorno 64)                    | Eliminata (Giorno 64)             | Eliminata (Giorno 64)             | 10                          |
| Tullio      | Daniela Mara              | Cristina Sabrina          | Nominato                          | Cristina Veronica        | Gabriele Marco             | Diletta Marco                | Cristina Daniele             | Cristina Marco           | Eliminato (Giorno 57)           | Eliminato (Giorno 57)   | Eliminato (Giorno 57)         | Eliminato (Giorno 57)     | Eliminato (Giorno 57)   | Eliminato (Giorno 57)    | Eliminato (Giorno 57)     | Eliminato (Giorno 57)                                | Eliminato (Giorno 57)      | Eliminato (Giorno 57)    | Eliminato (Giorno 57)         | Eliminato (Giorno 57)                    | Eliminato (Giorno 57)             | Eliminato (Giorno 57)             | 26                          |
| Mattia      | Non in casa               | Non in casa               | Non in casa                       | Non in casa              | Immune                     | Immune                       | Cristina Daniele             | Eliminato (Giorno 50)    | Eliminato (Giorno 50)           | Eliminato (Giorno 50)   | Eliminato (Giorno 50)         | Eliminato (Giorno 50)     | Eliminato (Giorno 50)   | Eliminato (Giorno 50)    | Eliminato (Giorno 50)     | Eliminato (Giorno 50)                                | Eliminato (Giorno 50)      | Eliminato (Giorno 50)    | Eliminato (Giorno 50)         | Eliminato (Giorno 50)                    | Eliminato (Giorno 50)             | Eliminato (Giorno 50)             | 7                           |
| Diletta     | Daniela Mara              | Cristina Giorgio          | Tullio per salvare                | Cristina Giorgio         | Massimo Mauro              | Giorgio Marco                | Eliminata (Giorno 43)        | Eliminata (Giorno 43)    | Eliminata (Giorno 43)           | Eliminata (Giorno 43)   | Eliminata (Giorno 43)         | Eliminata (Giorno 43)     | Eliminata (Giorno 43)   | Eliminata (Giorno 43)    | Eliminata (Giorno 43)     | Eliminata (Giorno 43)                                | Eliminata (Giorno 43)      | Eliminata (Giorno 43)    | Eliminata (Giorno 43)         | Eliminata (Giorno 43)                    | Eliminata (Giorno 43)             | Eliminata (Giorno 43)             | 12                          |
| Gabriele    | Immune                    | Mara Sabrina              | Giorgio                           | Mara Veronica            | George Massimo             | Eliminato (Giorno 36)        | Eliminato (Giorno 36)        | Eliminato (Giorno 36)    | Eliminato (Giorno 36)           | Eliminato (Giorno 36)   | Eliminato (Giorno 36)         | Eliminato (Giorno 36)     | Eliminato (Giorno 36)   | Eliminato (Giorno 36)    | Eliminato (Giorno 36)     | Eliminato (Giorno 36)                                | Eliminato (Giorno 36)      | Eliminato (Giorno 36)    | Eliminato (Giorno 36)         | Eliminato (Giorno 36)                    | Eliminato (Giorno 36)             | Eliminato (Giorno 36)             | 9                           |
| Camila      | Daniela Tullio            | Cristina Sabrina          | Giorgio                           | Cristina Giorgio         | Eliminata (Giorno 29)      | Eliminata (Giorno 29)        | Eliminata (Giorno 29)        | Eliminata (Giorno 29)    | Eliminata (Giorno 29)           | Eliminata (Giorno 29)   | Eliminata (Giorno 29)         | Eliminata (Giorno 29)     | Eliminata (Giorno 29)   | Eliminata (Giorno 29)    | Eliminata (Giorno 29)     | Eliminata (Giorno 29)                                | Eliminata (Giorno 29)      | Eliminata (Giorno 29)    | Eliminata (Giorno 29)         | Eliminata (Giorno 29)                    | Eliminata (Giorno 29)             | Eliminata (Giorno 29)             | 5                           |
| Davide      | Carmela Daniela           | Cristina Sabrina          | Nominato                          | Eliminato (Giorno 22)    | Eliminato (Giorno 22)      | Eliminato (Giorno 22)        | Eliminato (Giorno 22)        | Eliminato (Giorno 22)    | Eliminato (Giorno 22)           | Eliminato (Giorno 22)   | Eliminato (Giorno 22)         | Eliminato (Giorno 22)     | Eliminato (Giorno 22)   | Eliminato (Giorno 22)    | Eliminato (Giorno 22)     | Eliminato (Giorno 22)                                | Eliminato (Giorno 22)      | Eliminato (Giorno 22)    | Eliminato (Giorno 22)         | Eliminato (Giorno 22)                    | Eliminato (Giorno 22)             | Eliminato (Giorno 22)             | 3                           |
| Sabrina     | Daniela Mara              | Davide Mara               | Eliminata (Giorno 22)             | Eliminata (Giorno 22)    | Eliminata (Giorno 22)      | Eliminata (Giorno 22)        | Eliminata (Giorno 22)        | Eliminata (Giorno 22)    | Eliminata (Giorno 22)           | Eliminata (Giorno 22)   | Eliminata (Giorno 22)         | Eliminata (Giorno 22)     | Eliminata (Giorno 22)   | Eliminata (Giorno 22)    | Eliminata (Giorno 22)     | Eliminata (Giorno 22)                                | Eliminata (Giorno 22)      | Eliminata (Giorno 22)    | Eliminata (Giorno 22)         | Eliminata (Giorno 22)                    | Eliminata (Giorno 22)             | Eliminata (Giorno 22)             | 10                          |
| Daniela     | Carmela Mara              | Eliminata (Giorno 15)     | Eliminata (Giorno 15)             | Eliminata (Giorno 15)    | Eliminata (Giorno 15)      | Eliminata (Giorno 15)        | Eliminata (Giorno 15)        | Eliminata (Giorno 15)    | Eliminata (Giorno 15)           | Eliminata (Giorno 15)   | Eliminata (Giorno 15)         | Eliminata (Giorno 15)     | Eliminata (Giorno 15)   | Eliminata (Giorno 15)    | Eliminata (Giorno 15)     | Eliminata (Giorno 15)                                | Eliminata (Giorno 15)      | Eliminata (Giorno 15)    | Eliminata (Giorno 15)         | Eliminata (Giorno 15)                    | Eliminata (Giorno 15)             | Eliminata (Giorno 15)             | 14                          |
| Annotazioni | Vedi nota 1               | Vedi nota 2               | Vedi nota 3                       | Vedi nota 4              | Vedi nota 5                | Vedi nota 6                  | Vedi nota 7 e 8              | Vedi nota 9              | Vedi nota 10                    | Vedi nota 11            | Vedi nota 12                  | Vedi nota 13              | Vedi nota 14            | Vedi nota 15             | Nessuna                   | Vedi nota 16                                         | Vedi nota 17               | Vedi nota 18             | Nessuna                       | Vedi nota 19                             | Vedi nota 20                      | Vedi nota 20                      |                             |
| Nominati    | Carmela Daniela Diletta   | Cristina Sabrina          | Davide Giorgio                    | Camila Cristina Tullio   | Gabriele Mauro             | Diletta Giorgio Marco Tullio | Cristina Daniele Mara Mattia | Carmen Marco Tullio      | Daniele Dominique Giorgio Sarah | Daniele Giorgio Marco   | Cristina Daniele George Sarah | Alessia Daniele           | Sarah Veronica          | Carmen Gianluca Nicola   | Alessia Mauro             | Carmela Carmen Cristina Gianluca Mara Mauro Veronica | Mauro Veronica             | Carmen Mauro             | Alberto Cristina Maicol Mauro | Giorgio Mauro Cristina Mara Giorgio Mara | Alberto Cristina Giorgio Mauro    | Alberto Cristina Giorgio Mauro    |                             |
| Ritirati    | Nessuno                   | Nessuno                   | Nessuno                           | Nessuno                  | Nessuno                    | Nessuno                      | Nessuno                      | Nessuno                  | Nessuno                         | Nessuno                 | Nessuno                       | Nessuno                   | Nessuno                 | Nessuno                  | Nessuno                   | Gianluca                                             | Nessuno                    | Nessuno                  | Nessuno                       | Nessuno                                  | Nessuno                           | Nessuno                           |                             |
| Espulsi     | Nessuno                   | Nessuno                   | Nessuno                           | Nessuno                  | Nessuno                    | Nessuno                      | Nessuno                      | Nessuno                  | Nessuno                         | Nessuno                 | Nessuno                       | Nessuno                   | Massimo                 | Nessuno                  | Nessuno                   | Nessuno                                              | Nessuno                    | Nessuno                  | Nessuno                       | Nessuno                                  | Nessuno                           | Nessuno                           |                             |
| Fonti       | [ 12 ]                    | [ 13 ]                    | [ 14 ]                            | [ 14 ] [ 15 ]            | [ 15 ] [ 16 ]              | [ 16 ]                       | Nessuna                      | Nessuna                  | Nessuna                         | Nessuna                 | Nessuna                       | [ 11 ] [ 17 ]             | Nessuna                 | Nessuna                  | Nessuna                   | Nessuna                                              | Nessuna                    | Nessuna                  | Nessuna                       | Nessuna                                  | Nessuna                           | Nessuna                           |                             |
| Eliminati   | Daniela 59% per eliminare | Sabrina 55% per eliminare | Davide 8 voti su 13 per eliminare | Camila 49% per eliminare | Gabriele 53% per eliminare | Diletta 34% per eliminare    | Mattia 33% per eliminare     | Tullio 47% per eliminare | Dominique 45% per eliminare     | Marco 52% per eliminare | George 59% per eliminare      | Daniele 51% per eliminare | Sarah 51% per eliminare | Nicola 47% per eliminare | Alessia 69% per eliminare | Carmela 58% per eliminare                            | Veronica 80% per eliminare | Carmen 81% per eliminare | Maicol 32% per eliminare      | Mara 42% per salvare                     | Alberto 3% (su 4)                 | Cristina 5% (su 3)                |                             |
| Eliminati   | Daniela 59% per eliminare | Sabrina 55% per eliminare | Davide 8 voti su 13 per eliminare | Camila 49% per eliminare | Gabriele 53% per eliminare | Diletta 34% per eliminare    | Mattia 33% per eliminare     | Tullio 47% per eliminare | Dominique 45% per eliminare     | Marco 52% per eliminare | George 59% per eliminare      | Daniele 51% per eliminare | Sarah 51% per eliminare | Nicola 47% per eliminare | Alessia 69% per eliminare | Carmela 58% per eliminare                            | Veronica 80% per eliminare | Carmen 81% per eliminare | Maicol 32% per eliminare      | Mara 42% per salvare                     | Giorgio 20% (su 2)                | Mauro 80% per vincere             |                             |

- Nota 1: I concorrenti che potevano essere nominati erano i cinque meno votati dal pubblico da casa, che durante la prima settimana votò per decretare le immunità dalla nomination. Carmela, Daniela, Diletta, Mara e Tullio risultarono i meno votati. Nella votazione degli inquilini Carmela, Daniela, Diletta e Mara ricevettero il maggior numero di voti. Maicol, risultato il più gradito dal pubblico nella votazione delle immunità, ebbe la possibilità di salvare una delle quattro concorrenti con il maggior numero di nomination. Egli scelse di salvare Mara. Gabriele, Veronica e Mauro, in qualità di nuovi concorrenti, erano immuni dalle nomination.
- Nota 2: I concorrenti che potevano essere nominati erano i sei meno graditi dal pubblico da casa, che durante la seconda settimana, contemporaneamente al televoto "chi vuoi eliminare", votò per decretare le immunità dalla nomination. Camila, Cristina, Davide, Giorgio, Mara e Sabrina risultarono i meno votati mentre Alberto, Maicol e Carmela risultarono i più votati. Questi ultimi, quindi, furono dispensati dal peso del voto e non poterono essere votati, mentre gli altri concorrenti, non inclusi fra gli ultimi sei della classifica, votarono ma furono immuni. Nella votazione degli inquilini Cristina, Mara e Sabrina ricevettero il maggior numero di voti. Alberto, risultato il più gradito dal pubblico nella votazione delle immunità, ebbe la possibilità di salvare una delle tre concorrenti con il maggior numero di nomination. Egli scelse di salvare Mara
- Nota 3: Ci una doppia eliminazione durante la quarta puntata. Davide, Giorgio e Tullio furono i tre nominati. Diletta, fu scelta dal Grande Fratello per salvare uno dei tre. La concorrente salvò Tullio. Davide e Giorgio andarono al ballottaggio: i concorrenti decisero chi eliminare. Davide ricevette il maggior numero di voti (8 su 13) e fu di fatto il terzo concorrente eliminato dal Grande Fratello.
- Nota 4: I concorrenti che potevano essere nominati erano i sei meno graditi dal pubblico da casa, che durante la terza settimana, contemporaneamente al televoto "chi vuoi eliminare", votò per decretare le immunità dalla nomination. Camila, Cristina, Giorgio, Mara, Tullio e Veronica risultarono i meno votati mentre Alberto, Maicol e Mauro risultarono i più votati. Questi ultimi, quindi, furono dispensati dal peso del voto e non poterono essere votati, mentre gli altri concorrenti, non inclusi fra gli ultimi sei della classifica, votarono ma furono immuni.
- Nota 5: A causa di una maggioranza di uomini all'interno della casa, tutte le donne furono immuni dalla nomination. Daniele e Mattia, in qualità di nuovi concorrenti, furono immuni dalle nomination.
- Nota 6: I concorrenti che potevano essere nominati erano i cinque meno graditi dal pubblico da casa, che durante la quinta settimana, contemporaneamente al televoto "chi vuoi eliminare", votò per decretare le immunità dalla nomination. Diletta, Giorgio, Mara, Marco e Tullio risultarono i meno votati. Daniele e Mattia, in qualità di nuovi concorrenti, furono ancora immuni dalle nomination.
- Nota 7: I concorrenti che potevano essere nominati erano i sei meno graditi dal pubblico da casa, che durante la sesta settimana, contemporaneamente al televoto "chi vuoi eliminare", votò per decretare le immunità dalla nomination. Carmen, Cristina, Daniele, Mara, Mattia e Tullio risultarono i meno votati. Inoltre, su richiesta del Grande Fratello, ognuno dei concorrenti doveva nominare necessariamente un uomo e una donna. Dominique e Sarah, in qualità di nuove concorrenti, furono immuni dalle nomination.
- Nota 8: Ci fu una doppia eliminazione durante l'ottava puntata. Ogni ragazza poteva scegliere uno dei ragazzi da salvare. Iniziò Carmela che salvò George. Poi fu la volta di Mara che salvò Alberto. Carmen, invece, optò per Giorgio. Sarah scelse Mauro, Cristina salvò Maicol e Dominique invece Tullio. L'ultima fu Veronica che fece il nome di Massimo. Rimasero Marco e Daniele. Le ragazze decisero chi eliminare. Daniele ricevette il maggior numero di voti (6 su 7) ed uscì dalla casa, ma a sorpresa si aprì ufficialmente un televoto per salvarlo. Il pubblico non lo eliminò e Daniele rientrò in Casa.
- Nota 9: I concorrenti che potevano essere nominati erano i sei meno graditi dal pubblico da casa, che durante la settima settimana, contemporaneamente al televoto "chi vuoi eliminare", votò per decretare le immunità dalla nomination. Carmen, Cristina, Giorgio, Mara, Marco e Tullio risultarono i meno votati. Dominique e Sarah, in qualità di nuove concorrenti, furono ancora immuni dalle nomination. Anche Daniele, precedentemente salvato dal pubblico dalla doppia eliminazione dell'ottava puntata, fu immune dalle nomination.
- Nota 10: I concorrenti che potevano essere nominati erano i sei meno graditi dal pubblico da casa, che durante l'ottava settimana, contemporaneamente al televoto "chi vuoi eliminare", votò per decretare le immunità dalla nomination. Carmen, Cristina, Daniele, Dominique, Giorgio e Sarah risultarono i meno votati.
- Nota 11: I concorrenti che potevano essere nominati erano i cinque meno graditi dal pubblico da casa, che durante la nona settimana, contemporaneamente al televoto "chi vuoi eliminare", votò per decretare le immunità dalla nomination. Carmen, Cristina, Daniele, Giorgio, e Marco risultarono i meno votati. Alessia e Nicola, in qualità di nuovi concorrenti, erano immuni dalle nomination.
- Nota 12: I concorrenti che potevano essere nominati erano i cinque meno graditi dal pubblico da casa, che durante la decima settimana, contemporaneamente al televoto "chi vuoi eliminare", votò per decretare le immunità dalla nomination. Carmen, Cristina, Daniele, George e Sarah risultarono i meno votati. Alessia e Nicola, in qualità di nuovi concorrenti, furono ancora immuni dalle nomination. Carmela e Massimo, avendo preso parte allo scambio di concorrenti con il Gran Hermano, la versione spagnola del Grande Fratello, furono immuni dalle nomination.
- Nota 13: Mauro risultò il più votato nella classifica di gradimento del pubblico da casa, per questa ragione fu immune dalle nomination. Su richiesta del Grande Fratello, ognuno dei concorrenti dovette nominare necessariamente un uomo e una donna.
- Nota 14: Mauro risultò il più votato nella classifica di gradimento del pubblico da casa, per questa motivo gli venne chiesto di salvare una delle tre concorrenti con il maggior numero di nomination. Egli scelse di salvare Alessia. Gianluca, in qualità di nuovo concorrente, fu immune dalle nomination.
- Nota 15: A causa dell'espulsione di Massimo, le nomination, nella puntata di lunedì 25 gennaio 2010, non furono effettuate. Per l'eliminazione a sorpresa della puntata del 1º febbraio 2010 fu fondamentale l'esito del televoto del preferito, aperto durante la puntata del 25 gennaio 2010. I primi sei della classifica furono immuni, gli altri no. Alessia, Carmen, Cristina, Gianluca, Mara e Nicola ricevettero il minor numero di voti e furono a rischio eliminazione. Ai primi tre della classifica di gradimento venne chiesto di salvare tre dei sei concorrenti sopraccitati. Alberto, il terzo, salvò Mara; il secondo, Maicol, salvò Cristina mentre il primo, Mauro, decise di salvare Alessia. Restarono quindi in nomination Nicola, Carmen e Gianluca. Nicola ricevette il 47% dei voti e fu di fatto il quattordicesimo concorrente eliminato dal Grande Fratello.
- Nota 16: Nonostante il ritiro di Gianluca, il Grande Fratello confermò che il televoto sull'eliminazione prevista per il 15 febbraio 2010 sarebbe rimasto valido, ovviamente con la rimozione del nome di Gianluca che compariva fra i nominati, sarebbe stato salvato perché aveva ricevuto solamente il 2% dei voti.
- Nota 17: Su richiesta del Grande Fratello, ognuno dei concorrenti doveva nominare necessariamente un uomo e una donna.
- Nota 18: Ci fu una doppia eliminazione durante la diciottesima puntata. Su richiesta del Grande Fratello i concorrenti dovettero votare con voto palese un altro concorrente della casa, uomo per le ragazze e donna per i ragazzi. Il nominato da parte delle donne fu Mauro, mentre la nominata da parte degli uomini fu Carmen. Dopo alcuni minuti con Carmen e Mauro al televoto, la prima ebbe l'81% dei voti dal pubblico da casa e fu di fatto la diciottesima concorrente eliminata dal Grande Fratello.
- Nota 19: Su richiesta della produzione, il primo finalista avrebbe dovuto essere scelto dai ragazzi della casa che avrebbero dovuto votarsi vicendevolmente: Alberto votò per Giorgio, Cristina optò per Mara, Giorgio scelse Alberto, Mara indicò Alberto e Mauro votò per Cristina. Con 2 voti su 5, Alberto fu il primo finalista del Grande Fratello. Agli altri concorrenti spettarono una serie di sfide. Per scelta di Alberto, che su richiesta del Grande Fratello avrebbe dovuto indicare il nome di uno dei suoi compagni, Mauro si recò nella stanza delle scelte e scelse una delle tre porte li presenti dentro le quali avrebbe trovato uno tra Cristina, Giorgio e Mara. Dietro la porta scelta da Mauro ci fu Giorgio. I due si sfidarono al televoto. Mauro ebbe la meglio e fu ufficialmente il secondo finalista del Grande Fratello. Successivamente ci fu una sfida al televoto fra Mara e Cristina. Quest'ultima ebbe la meglio e fu la terza finalista ufficiale. Fra Mara e Giorgio, perdenti nelle due sfide sopraccitate, ci fu un televoto finale che decretò il quarto ed ultimo finalista. Vinse Giorgio. Mara fu la ventesima concorrente eliminata dal Grande Fratello.
- Nota 20: Il voto del pubblico non fu più per "chi vuoi eliminare", ma per "chi vuoi che vinca".

## Episodi di particolare rilievo
- Visto il passaggio di alcune città dall'analogico al digitale, da quest'anno anche il Grande Fratello (come quasi tutti i programmi Mediaset) è andato in onda in formato 16:9.
- Da questa edizione la musica è composta da Flavio Conforti e Elisa Ferri.
- Il vincitore di quest'edizione monstre del Grande Fratello portò a casa 250.000 euro in gettoni d'oro, corrispondenti a 150 mila euro in banconote.
- Il 22 ottobre 2009 il TG5 presentò in anteprima il primo concorrente ufficiale: Alberto Baiocco, studente venticinquenne abruzzese.[18]
- Il 23 ottobre 2009 viene ufficializzata a Pomeriggio Cinque la seconda concorrente ufficiale: Carmen Andolina, diciannovenne di Bagheria.[19] Lo stesso giorno, a Matrix, viene presentato in esclusiva un altro concorrente: George Leonard, ventisettenne di Foligno.[20]
- Il 25 ottobre 2009 a Domenica Cinque viene presentata la quarta concorrente ufficiale: Daniela Caneo, imprenditrice trentaduenne di Alghero.[21]
- Il 2 novembre 2009 è entrato nella casa del Grande Fratello Gabriele Belli, concorrente transgender. È il secondo concorrente transgender nella storia del reality.
- Il 2 novembre 2009 la concorrente Daniela Caneo risulta essere nominata da tutti gli abitanti della casa, fatto che non accadeva, considerando solo le primissime settimane di convivenza, dalla prima edizione con Roberta Beta.
- Per la prima volta in dieci anni, i ragazzi, al momento delle nomination, non attendono il proprio turno in salone, bensì nel divano accanto alla porta del confessionale così da non perdere tempo.
- All'alba del trentaduesimo giorno, nella casa del Grande Fratello ha avuto inizio una lite furibonda. La scintilla che ha scatenato la rissa, è stato un gesto del concorrente Mauro Marin, che si è calato i pantaloni restando in mutande davanti alla concorrente Veronica Ciardi. Questo gesto ha portato la concorrente romana a provocare il concorrente veneto, gettando a terra un osso di pollo e sfidandolo a raccoglierlo. L'uomo dopo averlo preso da terra e portato alla bocca si è avvicinato alla coinquilina in un presunto tentativo di stupro e lei ha cercato di scansarlo. Il concorrente Massimo Scattarella è intervenuto ed i due ragazzi sono stati divisi dagli altri inquilini. In seguito a tale episodio, anche la diretta 24 ore su 24 su Mediaset Premium è stata oscurata per alcune ore. Il mattino dopo, il Grande Fratello ha diramato un comunicato ufficiale in merito agli episodi assolutamente scorretti e contrari alle norme del Grande Fratello e della convivenza civile.[22] Il giorno della diretta, il Grande Fratello, ha confermato di non aver ravvisato nei gesti di Mauro nessuna pericolosità. Quanto a Massimo, è stato solo richiamato ed invitato ad assumere un atteggiamento di maggiore autocontrollo. Nessuno dei due concorrenti è stato espulso dal gioco.
- Nella puntata del 30 novembre 2009 viene reintrodotto un ambiente caratteristico delle precedenti edizioni del Grande Fratello, "il tugurio".
- Nella puntata del 7 dicembre 2009, per la prima volta nella storia del Grande Fratello, due partecipanti al programma sono usciti dalla casa per una gita segreta di un giorno. Infatti, i concorrenti George Leonard e Maicol Berti, sono stati trasportati in aereo a Parigi dove hanno trascorso un'intera giornata a fare shopping e a visitare musei. Questo viaggio però, almeno fino alla puntata del 14 dicembre 2009, è rimasto segreto, infatti, i due ragazzi, una volta ritornati in casa, non hanno potuto rivelare nulla del viaggio e sono stati costretti a dire agli altri concorrenti di essere stati nel tugurio per tutto il tempo.[23]
- Per la prima volta nella storia Grande Fratello, nella casa è stato festeggiato il Capodanno. Infatti il 31 dicembre 2009, su Canale 5 è stata trasmessa, in diretta televisiva, una puntata speciale del programma consistente in un semplice collegamento in diretta con la casa, a cui è stato affidato il conto alla rovescia in attesa dell'anno nuovo della rete ammiraglia Mediaset. Nel corso della serata, il programma, è stato intervallato da una puntata speciale di Zelig Off.[24]
- Oltre all'arrivo dei due concorrenti della versione spagnola del reality (come spiegato nella sezione Scambio di concorrenti), il 4 gennaio 2010 sono entrati in casa, in qualità di ospiti speciali, i tre protagonisti della fiction Tutti per Bruno, ossia Claudio Amendola, Antonio Catania e Gabriele Mainetti che hanno aiutato i concorrenti a far luce sulla scomparsa di Massimo e Carmela.
- Nella notte tra il 7 e l'8 gennaio 2010, la concorrente Sarah Nile, come reazione ad uno scherzo fatto dal concorrente Mauro Marin (che aveva gettato la sua valigia in piscina), ha dato due forti schiaffi al trevigiano e solo l'intervento degli altri concorrenti ha fatto sì che la situazione non degenerasse; la concorrente napoletana è stata ammonita dal Grande Fratello tramite un comunicato ufficiale: la punizione è consistita nel trascorrere alcuni giorni all'interno del tugurio (punizione che Sarah ha cominciato a scontare dalla domenica successiva al comunicato. Il Grande Fratello l'ha fatta rientrare in casa durante la puntata successiva).
- Il 21 gennaio 2010, nel corso di una normale conversazione con Veronica, Massimo Scattarella pronuncia una bestemmia[25] (la seconda dopo quella pronunciata il primo giorno[26], che tuttavia gli fu perdonata). Il barese, durante la diretta del 25 gennaio 2010 (visti anche i precedenti che si sono verificati nella quinta e nell'ottava edizione) è stato squalificato.[27]
- Quest'anno, Mediaset Premium, che trasmette la diretta 24 ore su 24, ha indetto un concorso che vedeva in palio una cena all'interno della casa del Grande Fratello. Per partecipare, i clienti Mediaset Premium hanno dovuto acquistare una tessera autorizzata attivando il pacchetto “Reality". Fra tutti i partecipanti sono stati poi estratti cinque spettatori che si sono aggiudicati un invito per due persone ad assistere come pubblico alla visione della puntata serale del 25 gennaio 2010. Lo stesso giorno, la redazione del reality ha scelto, fra i cinque estratti, un vincitore: Leslie Masucci, studentessa napoletana che ha fatto il suo ingresso nella casa per cenare in compagnia di tutti i concorrenti il 26 gennaio 2010.[28]
- Durante la puntata dell'8 febbraio 2010, la conduttrice Alessia Marcuzzi ha dichiarato in diretta televisiva di aver ricevuto minacce di morte via e-mail indirizzate a lei e agli autori circa presunte irregolarità sul regolamento del programma. A quanto sembra, queste minacce sono dovute al fatto che la conduttrice sarebbe stata troppo permissiva nei confronti del concorrente Massimo Scattarella e della bestemmia che gli è costata l'espulsione. Inoltre si è detto che la nomination del concorrente Mauro Marin, inerente alla puntata del 1º febbraio 2010, non sarebbe dovuta avvenire in quanto primo nella classifica di gradimento stilata dal pubblico da casa attraverso un televoto. La conduttrice, mediante un comunicato diramato dal Grande Fratello, ha precisato che il regolamento è stato rispettato, in quanto il concorrente sopracitato, era immune nella prima nomination della serata (ossia quella che ha determinato l'eliminazione di Nicola Pappalepore). Inoltre, circa la bestemmia di Scattarella, la conduttrice ha ribadito più volte la sua posizione contraria ad ogni tipo di locuzione con contenuti dissacranti e offensivi verso la cristianità.[29]
- Nella mattina del 12 febbraio 2010, i concorrenti si sono svegliati sotto una coltre bianca di neve che ha imbiancato l'intera città di Roma inclusa la casa del Grande Fratello; è la prima volta che accade in dieci edizioni (visto che nella capitale non nevicava così copiosamente da 25 anni).
- Dal 64º giorno, con l'ingresso di Alessia e Nicola, questa edizione del Grande Fratello detiene il record del maggiore numero di concorrenti entrati nella casa.
- Giorni dopo la sua espulsione dalla casa a causa di una bestemmia, il concorrente Massimo Scattarella è stato nuovamente oggetto di polemiche a causa di un suo presunto elogio alla mafia avvenuto quando era ancora nella casa. La versione dei fatti è la seguente: il barese, durante una conversazione con i concorrenti del Gran Hermano, nel momentaneo periodo di permanenza nella casa del Grande Fratello spagnolo, ha riconosciuto la superiorità della mafia italiana rispetto a quella messicana. Le dichiarazioni rilasciate dal concorrente hanno destato molto scalpore fra gli spettatori del reality.[30]
- Nella puntata finale, ospiti di rilievo sono stati il presentatore Paolo Bonolis e la showgirl Ainett Stephens.[31]

## Ascolti
| Puntata             | Messa in onda    | Telespettatori | Share  |
| ------------------- | ---------------- | -------------- | ------ |
| 1                   | 26 ottobre 2009  | 6 047 000      | 30,87% |
| 2                   | 2 novembre 2009  | 5 535 000      | 24,77% |
| 3                   | 9 novembre 2009  | 5 381 000      | 24,24% |
| 4                   | 16 novembre 2009 | 5 160 000      | 23,35% |
| 5                   | 23 novembre 2009 | 4 977 000      | 21,79% |
| 6                   | 30 novembre 2009 | 6 079 000      | 28,43% |
| 7                   | 7 dicembre 2009  | 5 499 000      | 26,80% |
| 8                   | 14 dicembre 2009 | 5 517 000      | 26,22% |
| 9                   | 21 dicembre 2009 | 5 564 000      | 25,82% |
| 10                  | 28 dicembre 2009 | 5 381 000      | 25,30% |
| 11                  | 4 gennaio 2010   | 6 055 000      | 26,84% |
| 12                  | 11 gennaio 2010  | 6 578 000      | 29,46% |
| 13                  | 18 gennaio 2010  | 6 216 000      | 27,05% |
| 14                  | 25 gennaio 2010  | 7 508 000      | 31,86% |
| 15                  | 1º febbraio 2010 | 6 679 000      | 29,51% |
| 16                  | 8 febbraio 2010  | 6 384 000      | 27,92% |
| 17                  | 15 febbraio 2010 | 6 667 000      | 29,60% |
| 18                  | 22 febbraio 2010 | 7 318 000      | 31,61% |
| Semifinale          | 1º marzo 2010    | 7 119 000      | 30,52% |
| Finale              | 8 marzo 2010     | 7 460 000      | 34,70% |
| Media               | Media            | 6 156 000      | 27,83% |
| La nostra avventura | 14 marzo 2010    | 3 521 000      | 17,16% |

- Nota: La decima edizione è stata una delle edizioni più seguite nella storia del Grande Fratello (dalla quinta alla sedicesima edizione), registrando ottimi ascolti durante l'intera permanenza dei ragazzi nella Casa e comprendendo in termini di share ben due puntate da record, sul podio come "terza" e "quarta" tra le puntate più viste negli ultimi anni, rispettivamente quella del 25 gennaio 2010, in cui erano in nomination Veronica Ciardi e Sarah Nile (ballottaggio definito dalla conduttrice stessa come "una delle nomination più atroci del programma") e quella dell'8 marzo 2010, la finale.

### Ascolti giornalieri
In questa tabella sono indicati i risultati in termini di ascolto della striscia quotidiana andata in onda ogni giorno su Canale 5 all'interno del talk show Pomeriggio Cinque nei giorni feriali e all'interno di Domenica Cinque alla domenica.
| Canale 5          | Settimana 1   | Settimana 2   | Settimana 3   | Settimana 4   | Settimana 5   | Settimana 6   | Settimana 7   | Settimana 8                 | Settimana 9           | Settimana 10                | Settimana 11  | Settimana 12  | Settimana 13  | Settimana 14  | Settimana 15  | Settimana 16  | Settimana 17  | Settimana 18  | Settimana 19  |
| ----------------- | ------------- | ------------- | ------------- | ------------- | ------------- | ------------- | ------------- | --------------------------- | --------------------- | --------------------------- | ------------- | ------------- | ------------- | ------------- | ------------- | ------------- | ------------- | ------------- | ------------- |
| Martedì           | 2.611m 19,70% | 3.114m 22,25% | 2.598m 18,53% | 2.715m 20,05% | 2.799m 20,28% | 2.786m 20,35% | 3.280m 18,86% | 2.917m 20,90%               | 1.935m 13,48%         | 2.389m ??,??%               | 2.335m 17,02% | 2.795m 19,94% | 3.094m 21,77% | 3.345m 22,43% | 3.130m 22,14% | 2.693m 19,53% | 3.258m 21,36% | 3.050m 21,92% | 2.842m 21,52% |
| Mercoledì         | 2.754m 21,04% | 2.730m 19,13% | 2.630m 18,73% | 2.939m 21,90% | 2.935m 21,18% | 3.054m 22,24% | 3.054m 22,24% | 2.717m 19,53%               | 2.321m 14,07%         | ?.???m ??,??%               | 1.993m 12,83% | 3.042m 21,55% | 3.096m 21,45% | 3.206m 21,67% | 3.055m 21,48% | 3.000m 20,94% | 2.804m 19.78% | 2.869m 20,49% | 2.686m 18.75% |
| Giovedì           | 2.483m 18,76% | 2.750m 20,44% | 2.636m 19,32% | 2.898m 21,18% | 3.074m 21,20% | 2.875m 21,27% | 2.373m 18,50% | 2.633m 19,42%               | ?.???m ??,??%         | ?.???m ??,??%               | 2.608m 18,92% | 2.811m 20,24% | 3.010m 20,60% | 3.073m 20,93% | 3.045m 21,66% | 2.909m 19,41% | 2.884m 21,28% | 2.714m 20,41% | 2.794m 21,23% |
| Venerdì           | 2.408m 18,60% | 2.720m 19,28% | 2.646m 19,83% | 2.799m 20.52% | 3.215m 23.12% | 2.885m 19,69% | 2.594m 19,73% | 2.518m 23,28%               | 1.840m 13,56%         | 2.415m ??,??%               | 2.878m 19,10% | 2.975m 20,75% | 3.088m 21,20% | 2.783m 19,61% | 3.013m 20,19% | 2.988m 21,35% | 2.906m 19,99% | 2.729m 21,03% | 2.706m 20,38% |
| Sabato            | non in onda   | non in onda   | non in onda   | non in onda   | non in onda   | non in onda   | non in onda   | non in onda                 | 2.584m 17,78%         | non in onda                 | non in onda   | non in onda   | non in onda   | non in onda   | non in onda   | non in onda   | non in onda   | non in onda   | non in onda   |
| Domenica          | 2.886m 15,77% | 2.519m 17,36% | 3.266m 18,51% | 3.183m 17,73% | 3.060m 17,70% | 2.943m 19,39% | 3.334m 17,39% | 3.160m 15,99% 2.460m 14,18% | 2.730m 17,98%         | 3.179m 16,44% 2.441m 15,23% | 3.395m 16,76% | 3.472m 19,67% | 3.687m 18,89% | 3.356m 16,32% | 3.117m 15,85% | 3.432m 17,75% | 3.284m 16,86% | 3.396m 16,78% | 3.544m 17,23% |
| Lunedì            | 2.845m 18,85% | 2.836m 20,12% | 2.681m 19,12% | 2.669m 19,62% | 2.919m 19,18% | 3.979m 22,14% | 2.934m 20,07% | 2.180m 14,99%               | ?.???m ??,??%         | 2.362m 16,29%               | 2.622m 18,18% | 2.934m 20,51% | 3.331m 22,26% | 2.940m 20,21% | 3.124m 21,24% | 3.050m 21,34% | 2.811m 18,93% | 2.868m 21,04% | 2.745m 19,78% |
| Media Settimanale | 2.664m 18,78% | 2.836m 19,76% | 2.742m 19,01% | 2.867m 20,16% | 3.000m 20,44% | 2.880m 20,60% | 2.928m 19,46% | 2.655m 18,76%               | Media non disponibile | Media non disponibile       | 2.638m 17,13% | 3.004m 20,44% | 3.217m 21,06% | 3.117m 20,27% | 3.080m 20,42% | 3.012m 20,25% | 2.991m 19,70% | 2.937m 19,70% | 2.886m 19,81% |
| Media Finale      | 2.909m 20,80% | 2.909m 20,80% | 2.909m 20,80% | 2.909m 20,80% | 2.909m 20,80% | 2.909m 20,80% | 2.909m 20,80% | 2.909m 20,80%               | 2.909m 20,80%         | 2.909m 20,80%               | 2.909m 20,80% | 2.909m 20,80% | 2.909m 20,80% | 2.909m 20,80% | 2.909m 20,80% | 2.909m 20,80% | 2.909m 20,80% | 2.909m 20,80% | 2.909m 20,80% |